# Sankhara
Saṅkhāra (pali; सङ्खार; sánscrito: संस्कार o saṃskāra ) es un término que ocupa un lugar destacado en el budismo. La palabra significa formacioneso "lo que ha sido juntado" y "lo que junta".
En el primer sentido (pasivo), saṅkhāra se refiere a los fenómenos condicionados en general, pero específicamente a todas las "disposiciones" mentales. Éstas se denominan "formaciones volitivas" porque se forman como resultado de la volición y porque son causas del surgimiento de acciones volitivas futuras. Las traducciones al inglés de saṅkhāra en el primer sentido de la palabra incluyen "cosas condicionadas", "determinaciones", "fabricaciones"  y "formaciones" (particularmente cuando se refiere a procesos mentales, formaciones volitivas).
En el segundo sentido (activo) de la palabra, saṅkhāra se refiere al karma (sankhara-khandha) que conduce al surgimiento condicionado, al origen dependiente.
Según la escuela Vijnanavada, existen 51 samskaras o factores mentales.

## Traducciones al inglés del término Sankhara
- Actividades (Ajahn Sucitto)
- Concoctions (Santikaro)[11]
- Condiciones
- Factores condicionantes
- Cosas condicionadas[12]
- Construcciones (similar a la idea del construccionismo social)
- Determinaciones [13]
- Fabricaciones[5]
- Formaciones (Bhikkhu Bodhi)[14]
- Formaciones kármicas[15]
- Construcciones mentales
- Construcciones mentales (Bhante S. Dhammika)
- Preparaciones (Katukurunde Nanananda Thera)[16]
- Actividades volitivas[17]
- Disposiciones volitivas[18]
- Formaciones volitivas Bhikkhu Bodhi